# 뉴로메카

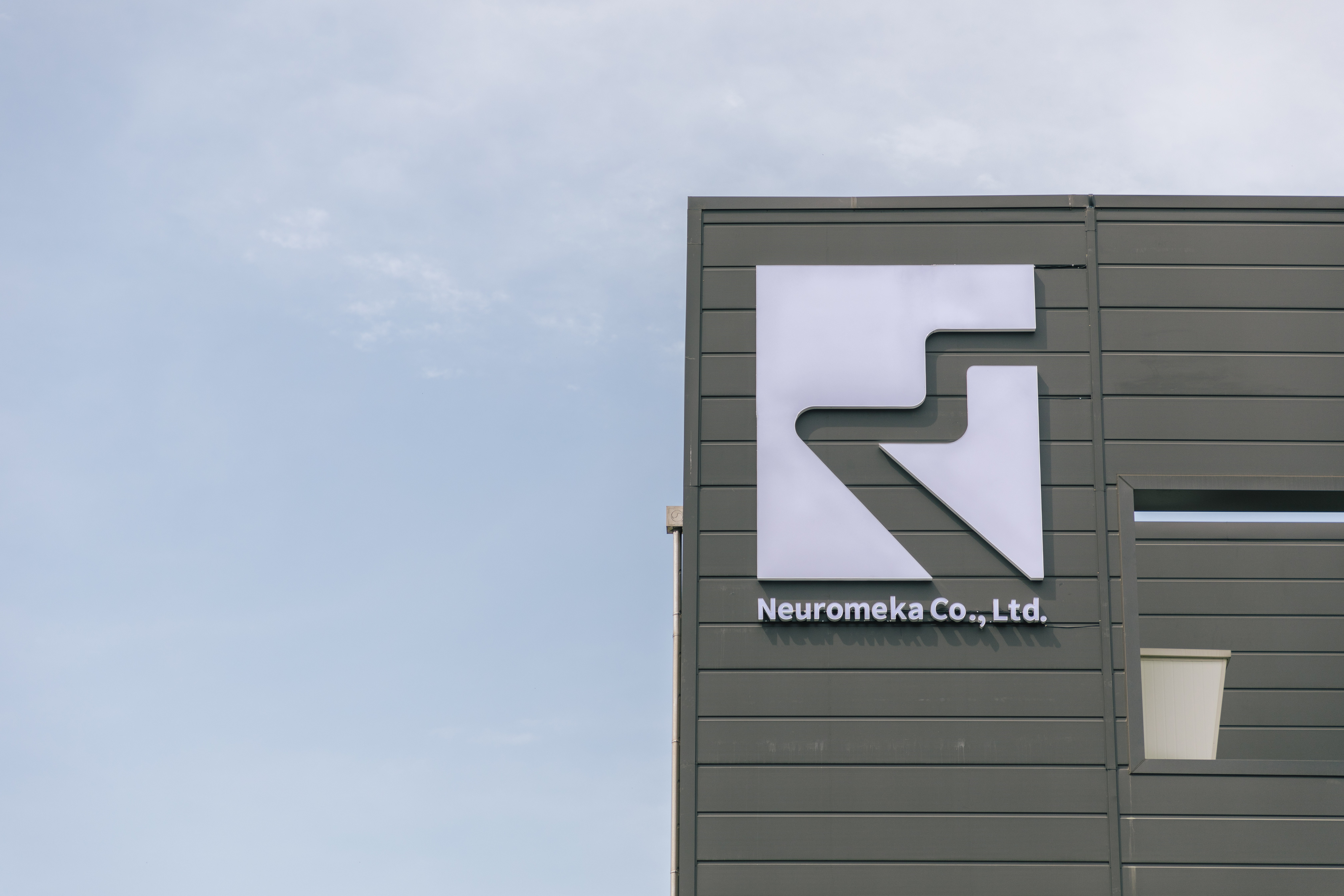
뉴로메카 사옥

뉴로메카(Neuromeka)는 2013년에 설립한 대한민국 로봇기업이다. 뉴로메카는 쓰기 쉽고 저렴한 협동로봇을 통한 중소기업 제조 라인의 자동화를 선도하고 있다. 뉴로메카의 협동로봇은 사람과 함께 작업할 수 있도록 안전하게 동작하며, 프로그래밍을 통해 다양한 작업에 적용 가능한 제품이다. 뉴로메카는 로봇 전문 인력이 없는 중소 제조 기업에서도 부담 없이 로봇 자동화를 도입 및 운용할 수 있도록 협동로봇 중심의 RaaS(Robot as a Service) 플랫폼 비즈니스 생태계를 구축하고 있다. 뉴로메카의 축적된 로봇 기술을 공유하여 고객들의 생산성 향상에 기여할 것으로 기대된다.

## 제품
주요 제품으로는 협동 로봇 '인디(Indy)', 자율이동로봇 ‘모비(Moby)’, 델타로봇 ‘디(D)’, 실시간 로봇 제어기 '스텝(STEP)', 스마트 액추에이터 ‘코어(CORE)’, 협동로봇 원격 관리 솔루션인 ‘인디케어(IndyCARE)‘, 협동로봇용 비전 솔루션 ‘인디아이(IndyEye)’ 등이 있다.
*주요 제품 카탈로그 보관됨 2021-12-23 - 웨이백 머신
- 협동로봇 '인디(Indy)'

뉴로메카의 대표모델 ‘Indy(인디)’는 뉴로메카가 직접 디자인하고 제조한 협동로봇이다. 충돌 감지 알고리즘을 기반으로 작업자의 안전을 보장하는 협동로봇 'Indy(인디)'는 임피던스 제어를 통한 더 직관적인 직접 교시(Direct Teaching)를 지원하며, 안드로이드 태블릿 기반의 티치펜던트 앱을 통해 온라인 및 오프라인 프로그래밍이 가능하다. 가반중량별로 'Indy3/5/7/10/12'(각 3kg, 5kg, 7kg, 10kg, 12kg) 5가지 모델과 7자유도 연구용 협동로봇 'Indy-RP2(인디알피2)'를 양산하고 있으며, 손목에 부착된 확장포트를 통해 그리퍼, 비전센서 등 다양한 표준 도구들을 확장할 수 있다.
인증: 'KCs, ISO 10218-1, ISO 13849-1 Category 3 PL d, NEP
- 자율이동로봇 '모비(Moby)'

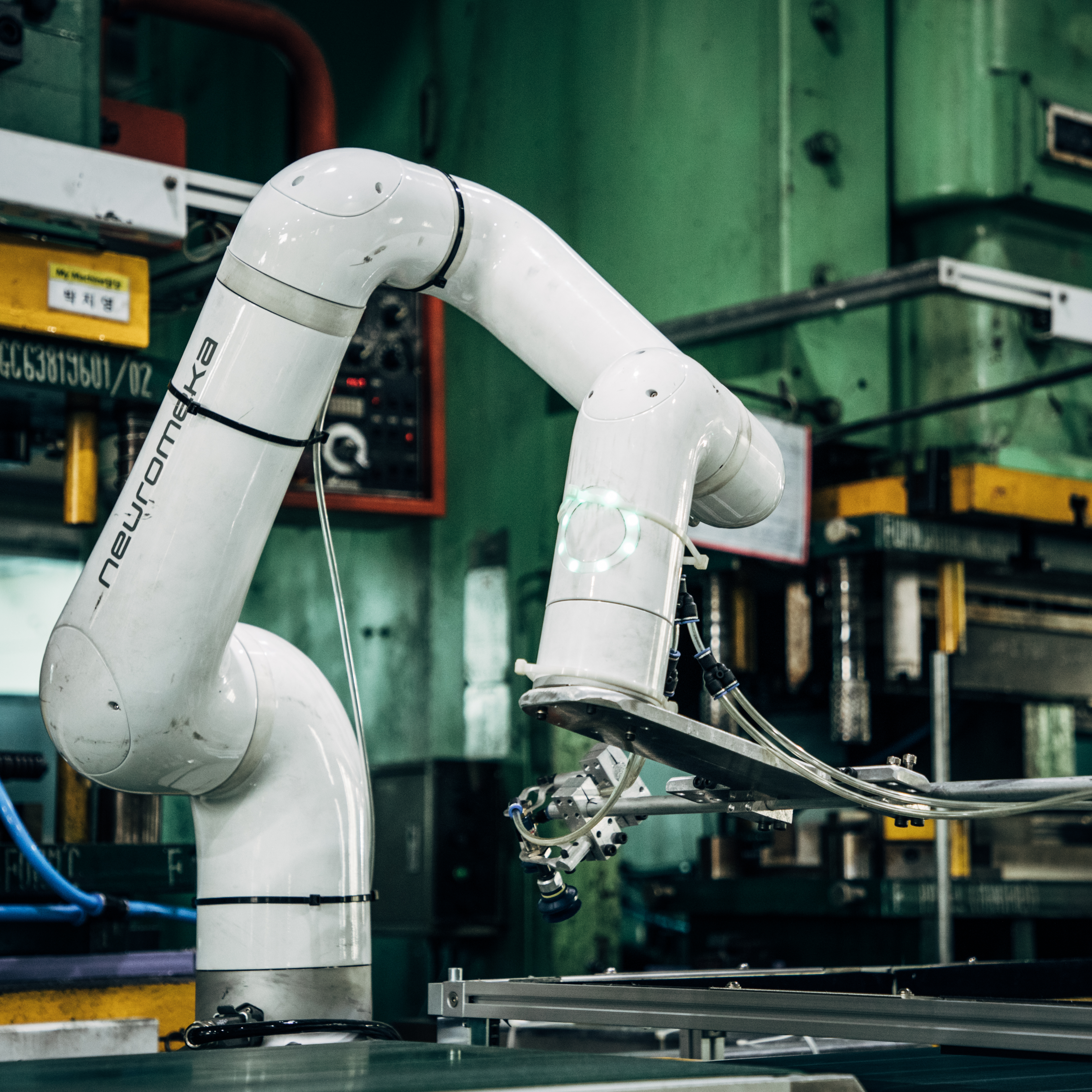
뉴로메카 협동로봇 '인디(Indy)'

뉴로메카의 'Moby(모비)'는 협동로봇 'Indy(인디)'에 자율 이동성을 제공하기 위한 자율이동로봇(AMR) 플랫폼이다. 협동로봇 'Indy(인디)'가 'Moby(모비)'에 탑재되어 작업 영역이 확대되고, 센서 플레이트의 변경을 통해 다양한 센서들을 탑재할 수 있다. 뿐만 아니라 작업 목적에 따라 워크 팔렛을 교체할 수 있어 배송, 순찰, 방역, 안내 등 다양한 용도의 활용이 가능하다. 특히, 2자유도 스티어링 바퀴 모듈 4개가 구동력의 편차를 최소화하기 때문에 직진 제어성과 전방향 구동 방향 제어성이 탁월하며, LiDAR(라이다)와 3D센서를 이용해 장애물을 회피하며 목표위치로 정확하게 이동할 수 있다.
- 델타로봇 '디(D)'

뉴로메카의 ‘D(디)’는 진동억제 설계에 기반한 세계 최고 수준의 고속 고정밀 4축 델타로봇이다. 하중 및 작업 반경에 따라 현재 2종의 표준 모델인 'D3(디3)' (하중 3kg) 및 'D6(디6)' (하중 6kg)을 양산하고 있다. 뉴로메카의 델타로봇은 고객의 라인 자동화 요구에 맞춰 컨베이어 벨트 및 그리퍼, 비전센서 등의 다양한 장치가 PLC등과  통합된 토탈자동화솔루션을 제공한다.
- 비전 솔루션 '인디아이(IndyEye)'

불규칙한 형상의 물체도 정확하게 인식할 수 있는 딥러닝 기반의 고성능 비전 솔루션 'IndyEye(인디아이)'는 저가의 비전센서와 딥러닝 서버 공유를 통해 합리적 가격의 솔루션을 제공한다. 'IndyEye(인디아이)'는 까다로운 작업 조건이 필요했던 기존 비전센서와 달리, 공간과 조광의 제약 없이 어떤 작업 환경에서도 유연하게 적용 가능하며, 딥러닝 서버 공유를 통해 작업 물체(시편) 데이터를 저장하여 고객 요청에 따른 다양한 제품 대응이 가능하다. 다품종 변량 제조 라인이 필요한 중소기업 제조 현장에서 다양한 작업과 빠른 적용을 가능하게 한다.
- 스마트 액츄에이터 '코어(CORE)'

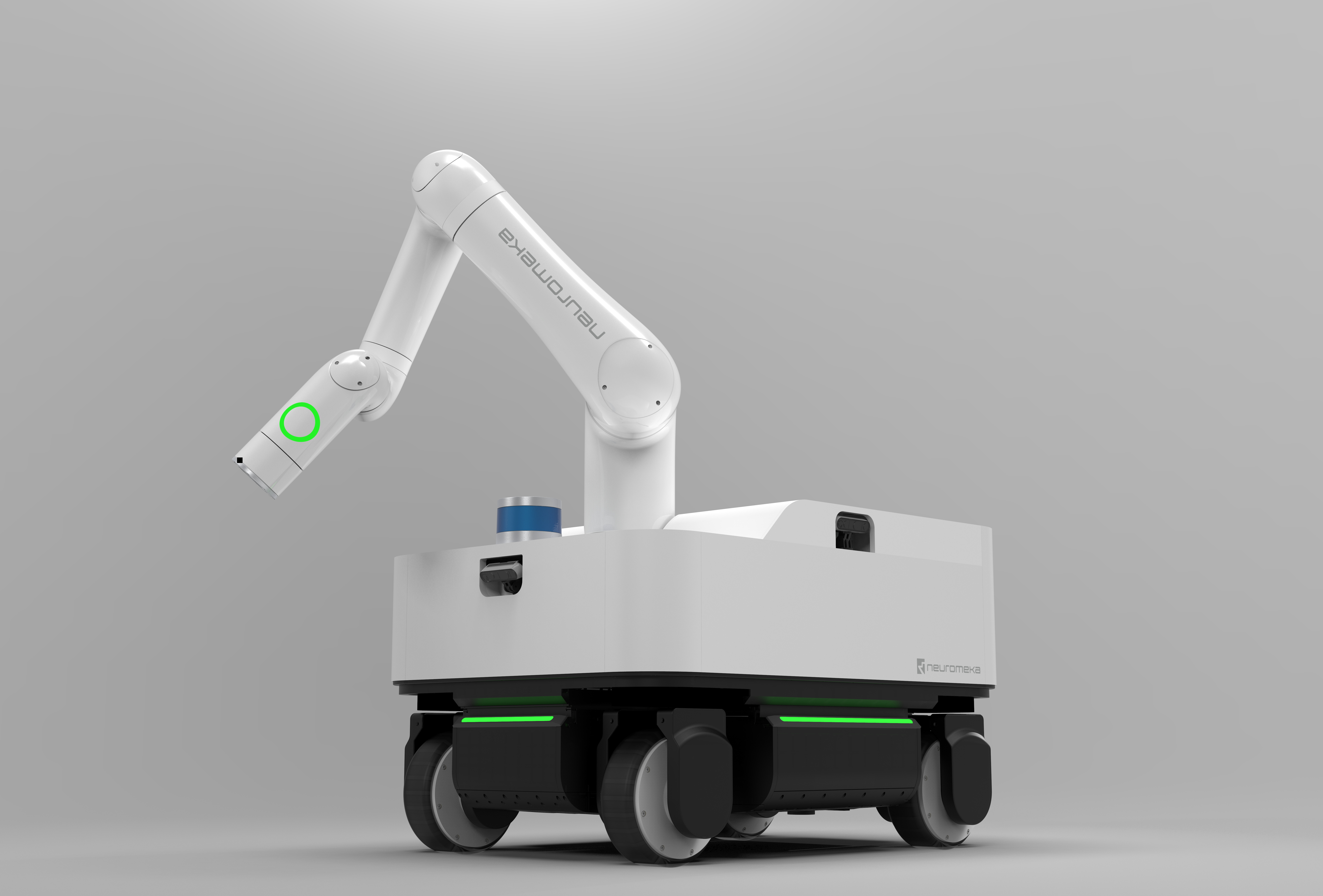
뉴로메카 자율이동로봇 '모비(Moby)'

뉴로메카의 스마트 액츄에이터 'CORE(코어)'는 프레임리스 모터, 하모닉 드라이브 감속기, 마그네틱 브레이크, 멀티턴 절대치 엔코더, EtherCAT(이더캣) 슬레이브 보드, 모터 드라이버 등이 중공축 구조로 결합된 관절 구동 모듈이다. 'CORE100/200/500/1000' (각 100W, 200W, 500W, 1300W 출력) 4가지 모델의 라인업을 양산하고 있다. 'CORE(코어)' 시리즈는'Indy(인디)' 라인업에 채용된 모델로서, 8kHz의 토크 제어 명령 입력이 가능하므로 사용자는 상위 응용프로그램 수준에서 전용의 서보 알고리즘을 구현할 수 있다. 기본적으로 'CORE(코어)' 시리즈는 전용의 하우징 없이 제공되므로 사용자 고유의 디자인을 가지는 로봇 설계에 활용하기 쉽다.
- 로봇제어기 '스텝(STEP)'

'STEP(스텝)'은 실시간 제어를 위해 Hard Realtime OS인 Linux/Xenomai 환경에서 실시간 제어 응용프로그램 개발을 위한 소프트웨어 프레임워크인 NRMKPlatform SDK를 제공한다. 리눅스 환경에 익숙하지 않은 엔지니어들도 쉽게 임베디드 제어 프로그램을 개발할 수 있도록 MS 윈도우® OS에서 작동되는 개발 환경을 제공한다. 고속 실시간 다축 동기화, 분산 제어를 위해 STEP은 많은 시스템에서 검증된 오픈소스 EtherCAT(이더캣) 마스터 스택인 EtherLab을 채용하고 있다. 표준 EtherCAT 기반의 실시간 제어 응용프로그램 개발을 위해 CoE (CANopen-over-EtherCAT) 프로토콜 기반 프로그래밍 인터페이스를 제공한다. 기본적인 CoE 기반 응용프로그램 코드의 자동 생성을 위한 다양한 소프트웨어 도구들을 제공한다. 다양한 디바이스들의 연결을 위해 RS485 및 CAN 인터페이스를 표준으로 내장하고 있다. NRMKPlatform SDK에는 CAN 기반 응용프로그램의 개발을 위해 실시간 CAN 기능과 오픈소스 CANOpen 프레임워크 소프트웨어인 CanFestival이 설치되어 있다. 뉴로메카의 협동로봇 'Indy(인디)'의 실시간 제어를 담당하는 'STEP2(스텝2)'의 경우 4kHz의 모델기반 임피던스 제어를 구동하고 있다. 고급 연구 개발을 위해 개발된 고성능 모델 'STEP3(스텝3)'는 고성능 GPU카드와 NVIDIA TensorRT 라이브러리를 탑재하여 고속 딥러닝 추론 연산에 기반한 다양한 알고리즘의 연구 개발이 가능하다.
- 원격 관리 서비스 '인디케어(IndyCARE)'

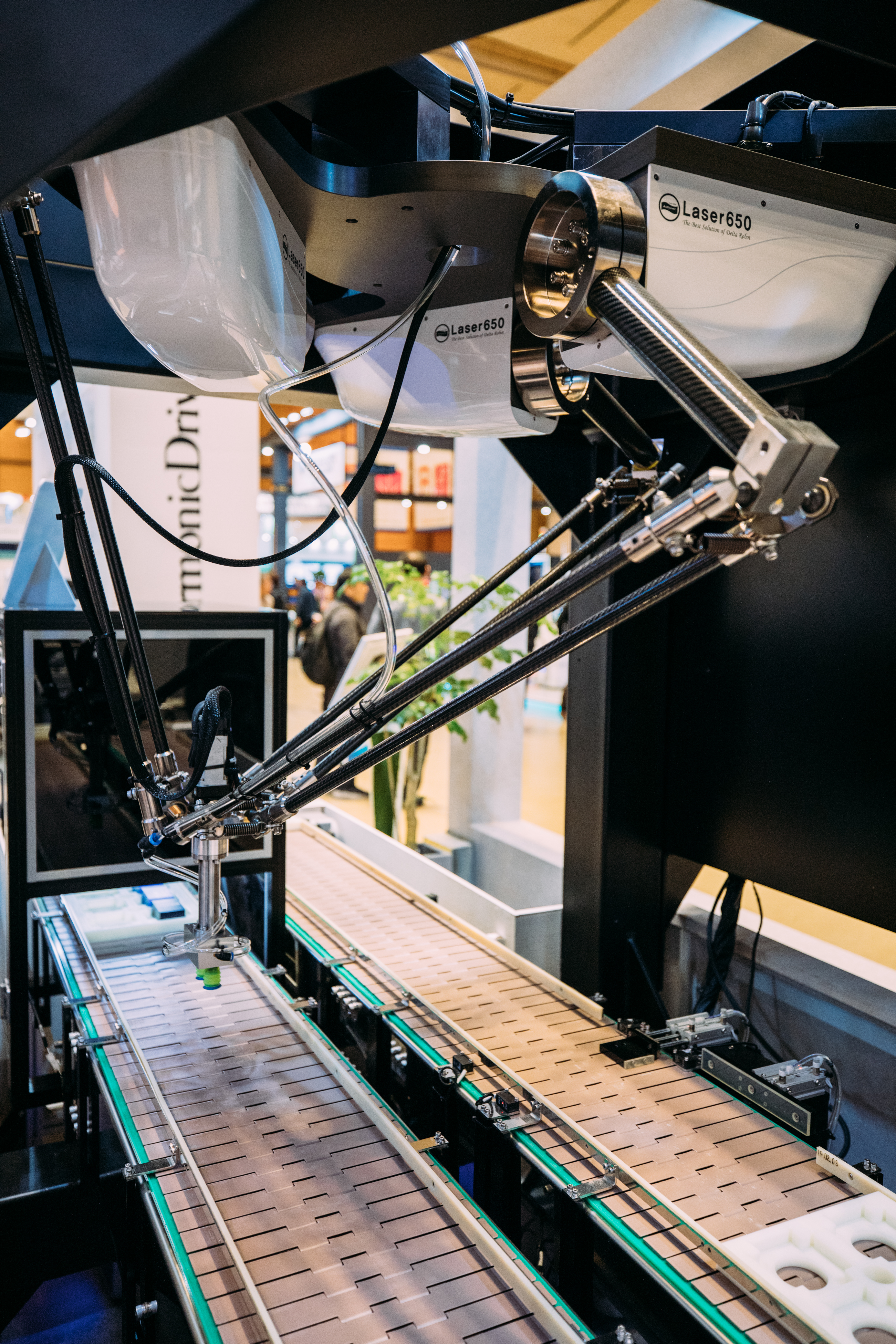
뉴로메카 델타로봇 '디(D)'

'IndyCARE(인디케어)'는 협동로봇의 원격 관리를 위해 만들어진 웹 서비스이다. 인터넷이 연결된 환경이라면 언제, 어디서든 접속해 협동로봇의 실시간 상태, 조업 데이터, 이상 상황에 대한 이벤트 로그를 열람할 수 있다. 조업 데이터는 기본으로 제공되는 협동로봇의 작업 횟수, 각 관절의 온도 외에 사용자의 요구에 맞춰 커스터마이징 할 수 있는 세 개의 추가 input channel을 가지고 있다. 또한 함께 제공되는 웹 카메라를 통해 협동로봇이 설치된 작업장의 동영상 스트리밍 서비스를 제공하고 있다. 'IndyCARE(인디케어)'는 작업 중 발생되는 모든 충돌감지, 비상정지 상황에 대해 이벤트 로그 파일과 스트리밍 동영상을 저장하여 로봇 관리자의 원인 파악을 돕고 엔지니어의 원격 CS 지원을 가능하게 한다.
- 로봇 플랫폼 비즈니스 '인디고(IndyGO)'

'IndyGO(인디고)'는 뉴로메카의 대표 협동로봇 모델 ‘Indy(인디)’와 ‘가다’ 라는 의미의 'go(고)’의 합성어로, 협동로봇의 도입, 운용, 유지보수, 인력을 제공하는 뉴로메카의 통합 솔루션 서비스이다. 'IndyGO(인디고)'는 '분석-설계-설치-운용-유지/보수’에 이르는 전 공정을 아우르는 서비스를 제공한다. 이를 위해, ‘린로보틱스(Lean Robotics)’에 기반한 서비스 플랫폼을 활용하여 진단/분석의 자동화를 꾀하며, 산업용 IoT를 활용한 스마트팩토리와 스마트 원격 유지보수(smart connected maintenance)기능을 제공한다. 철저한 생산 공정의 분석을 통해 맞춤형, 통합형으로 제공되는 'IndyGO(인디고)'는 생산라인에 가장 효율적인 로봇 배치와 운영안을 제공한다. 이를 통해 비용 절감은 물론 생산성의 극대화가 가능하며, 변화하는 제조 공정에 능동적으로 적용 가능하다. 중소제조기업에 특화된 'IndyGO(인디고)'는 초기 투자 비용의 부담을 없애기 위해, 리스운용과 월정액 과금 모델로 제공되며, 이를 통해 로봇 생산라인 구축의 진입 장벽을 최소화했다.

## 현황
뉴로메카는 국내 전문 기업과의 협력을 강화하고 있다.
협동로봇용 안전 지능 개발 기업 세이프틱스와 ‘협동로봇 안전을 위한 PFL(Power & Force Limiting) 방식 안전 기능의 공동 개발을 위한 업무협약(MOU)’을 체결했으며, 스마트팜 농가를 위한 인공지능 솔루션 스타트업 아이오크롭스와 스마트팜용 농업로봇 개발 및 보급을 위한 업무 협약을 체결했다. 또한, 피자 프랜차이즈 브랜드 고피자와 피자 조리 자동화 시스템 개발 협력을 위한 업무협약(MOU)을 체결했으며, 교촌에프앤비㈜와 치킨 튀김 자동화 시스템 개발 업무협약(MOU)를 체결했다.
2021년 8월 140억원 규모의 시리즈D 투자를 유치, 총 누적 투자금은 410억원에 달한다.

## 수상
2021년 산업통상자원부장관 표창 수상, 산업기술진흥 유공 기업에 선정되었다.
2021년 로봇신문 '올해의 대한민국 로봇기업(Korea Robot Company of the Year 2021)'에 선정되었다.
2021년 과학기술정보통신부 주관 우수기업 연구소에 선정되었다.
2020년 IR52 장영실상 수상

## 연혁
- 2021

12 산업통상자원부장관 표창 수상 (산업기술진흥 유공)
12 2021 올해의 로봇기업 (산업용로봇 부문) 수상
08 시리즈 D 투자 유치
06 우수기업 연구소 지정 (과학기술정보통신부)
05 대전지사 확장이전 (대전, 죽동)
- 2020

12 중국 법인 설립 (장쑤성, 옌청)
12 2020 올해의 로봇기업 (산업용로봇 부문) 수상
12 Indy7 신제품 인증 (NEP)
07 IR52 장영실상 수상
07 중소벤처기업부 예비유니콘 선정
06 브릿지 투자 유치
- 2019

12 2019 대한민국상생발전 대상 수상
12 2019 올해의 로봇기업 (산업용 로봇 부문) 수상
10 대전지사 확장 이전(생산·시스템 사업 본부 통합)
10 IndyCARE 출시
09 IndyEye 출시
09 Indy12 출시
06 본사 이전 (서울, 성수)
- 2018

12 IndyGo 시범사업 론칭
12 STEP3 출시
12 KDB 넥스트라운드 청개구리상 수상
12 2018 올해의 로봇기업 (산업용로봇 부문) 수상
10 생산 본부 이전
10 시스템 사업 본부 개시
09 Indy7 레드닷디자인 어워드 수상
08 시리즈 C 투자 유치
07 Indy7 양산 개시
07 델타로봇 라인업 D 출시
07 시스템사업 개시
06 포스텍 CILab (협동로봇 딥러닝연구센터) 개소
06 베트남 호치민시 V-SCRC 개소
05 오토파워 합병
- 2017

12 2017 올해의 로봇기업 (산업용로봇 부문) 수상
09 Indy7 출시
07 SCRC 내 생산본부 설립
06 포항 SCRC 확장 이전 (포스텍, C5)
06 시리즈 B 투자유치
04 본사 이전 (서울, 압구정)
03 Indy3/5/10 출시
02 이노비즈 인증
- 2016

11 포항 SCRC (스마트커넥티드로봇센터) 개소
10 Indy-RP 출시
07 STEP2 출시
05 시리즈 A 투자유치
- 2015

08 IGoT/WSN 출시
07 CONTY 앱 출시
- 2014

12 STEP/iMX, STEP/HPC 출시
10 IGoT/HUB 출시
09 STEP/PC, STEP/BBB 출시
07 본사 이전 (서울, 성수)
01 기업 연구소 설치
01 벤처기업 인증
- 2013

10 NRMKPlatform SDK 출시
07 NRMKFoundation SDK 출시
02 뉴로메카 설립 (경기, 남양주)